# Marek Kuchciński
Marek Tadeusz Kuchciński, né le 9 août 1955 à Przemyśl, dans la voïvodie des Basses-Carpates en Pologne, est un homme politique polonais, membre du parti conservateur Droit et justice (PiS). 
Il est notamment président de la Diète polonaise de 2015 à 2019, jusqu'à sa démission pour l'utilisation d'argent public à des fins personnelles.
Il est ministre sans portefeuille et directeur de la chancellerie du président du Conseil des ministres, dans le second gouvernement de Mateusz Morawiecki depuis 2022.

## Biographie

### Études et vie professionnelle
En 1974, Marek Kuchciński entre à l'université catholique de Lublin pour y étudier l'histoire de l'art. Il en sort diplômé quatre ans plus tard, en 1978. Cette même année, il accepte de consacrer son temps à la ferme familiale.
Journaliste de carrière, il est désigné rédacteur en chef du mensuel culturel Spojrzenia Przemyskie en 1989 puis devient, en 1994, directeur de la programmation de Polskie Radio Rzeszów (pl). En outre, il collabore pour d'autres rédactions, dont celles de Nowe Państwo (pl), de Rola Katolicka et du Nowy Dziennik (pl) de New York.

### Débuts politiques
Au mois de mars 1981, Kuchciński, fermement opposé au régime communiste, rejoint la section rurale du syndicat Solidarność. Parallèlement, il rejoint, deux ans plus tard, le Comité national de la Résistance des agriculteurs, un courant composé de propriétaires et de paysans refusant la politique agricole prônée par le régime. Ses activités lui valent d'être arrêté, puis étroitement surveillé par la police secrète de l'État polonais.
De 1990 à 1999, il milite au sein de l'Accord du centre fondé par Lech et Jarosław Kaczyński, dont il devient l'un des cadres régionaux. En 2001, il les suit au parti conservateur Droit et justice (PiS), rt il devient l'un de leurs proches. Cette même année, il est investi par son parti pour se présenter aux élections législatives du 23 septembre 2001. Finalement élu député, il est désigné vice-président du groupe d'amitié Pologne-Ukraine à la Diète.

### Président du groupe PiS à la Diète
Le 25 septembre 2005, Marek Kuchciński est réélu député à la Diète. Il devient progressivement l'un des cadres parlementaires du parti, d'autant que le 19 juillet 2006, il est élu président du groupe PiS à la Diète, devenant de facto le chef de la majorité à la chambre basse du Parlement polonais. Il perd néanmoins ce poste stratégique après la défaite de son parti aux élections législatives anticipées du 21 octobre 2007 face aux libéraux de la Plate-forme civique.

### Vice-président de la Diète
Le 10 avril 2010, après l'accident de l'avion présidentiel ayant causé la perte d'une importante partie de l'élite institutionnelle et politique du pays dont le chef de l'État Lech Kaczyński lui-même, Kuchciński devient président du groupe PiS à titre intérimaire en remplacement de Przemysław Gosiewski, ce dernier faisant partie des victimes de cette tragédie nationale. Le 4 août suivant, quelques semaines après la défaite de Jarosław Kaczyński à l'élection présidentielle anticipée du 4 juillet 2010, il est élu vice-président de la Diète. Il est reconduit à cette charge après les élections législatives du 9 octobre 2011.

### Président de la Diète
Le 10 novembre 2015, quelques semaines après la victoire du PiS aux élections législatives du 25 octobre précédent, Marek Kuchciński est désigné candidat du parti à la présidence de la Diète pour la succession de Małgorzata Kidawa-Błońska,. Deux jours plus tard, il est effectivement élu président de la Diète par 409 voix contre 42 à Kornel Morawiecki ; il devient alors le deuxième personnage de l'État dans l'ordre constitutionnel après le président de la République, Andrzej Duda.
Dans le cadre de ses activités officielles, il préside à la tenue d'événements importants liés à l'institution parlementaire, toujours en phase avec l'idéologie nationaliste de son parti :
c'est ainsi qu'il préside, le 15 avril 2016, la réunion de l'Assemblée nationale célébrant le 1050e anniversaire du baptême de la Pologne, à Poznań. Deux ans plus tard, le 13 juillet 2018, il préside la même Assemblée nationale à l'occasion de la commémoration du 550e anniversaire du Parlement de Pologne.
Sa proximité jugée trop grande avec Jarosław Kaczyński et sa conduite jugée partiale des débats parlementaires lui valent d'être sévèrement critiqué par les partis de l'opposition, particulièrement par la Plate-forme civique (PO). L'incident causé le 16 décembre 2016 par l'expulsion du député Michał Szczerba, membre de la PO, qu'il décida durant une séance plénière consacrée à l'examen d'un texte limitant l'accès des journalistes au bâtiment de la Diète, provoque une longue crise à la chambre basse qui débouchera sur des protestations citoyennes dans plusieurs villes de Pologne,.
Mis en cause pour l'utilisation de moyens de locomotion officiels à des fins strictement personnelles, soupçonné notamment d'avoir laissé son épouse, des membres de sa famille, des amis et des collègues de son parti profiter de voyages réalisés grâce à des avions gouvernementaux, Kuchciński finit par reconnaitre un tort après s’être dans un premier temps indigné et s'engage d'abord à verser des dons, notamment à un fonds consacré à la modernisation de l'armée,. La polémique s'amplifiant, il annonce finalement vouloir démissionner de la présidence de la Diète à compter du 9 août 2019.